# 马修·索伯格·舒加特
马修·索伯格·舒加特（英語：Matthew Søberg Shugart，1960年10月21日—）是一名美国政治科学家。他是加利福尼亞大學戴維斯分校的政治学杰出教授和海法大学的附属教授。舒加特主要通过对大量国家进行實證研究来研究选举制度、政党制度与政治体制的设计。舒加特同时也是一名果园主，运营一个有关选举制度和水果培养，名为水果与选举的博客。